# 恩斯特·赫尔曼·希姆莱
恩斯特·赫尔曼·希姆莱（Ernst Hermann Himmler，1905年12月23日—1945年4月）是一名纳粹德国官员，也是个电气工程师，还是党卫队全国领袖海因里希·希姆莱的弟弟。

## 生平
恩斯特生于慕尼黑，其父约瑟夫·格布哈德·希姆莱是名校长。
恩斯特于1928年在大学完成了电气工程学专业的学习。他于1931年11月1日加入纳粹党（党员证号：676777）。1933年，恩斯特加入党卫队，在弟弟海因里希的帮助下，他在得到了一份在柏林广播电台的工作。很快，恩斯特就成了帝国广播组织的总监。恩斯特曾多次借职务之便，将出自广播行业的内部消息告知海因里希。最终，恩斯特于1939年晋升为党卫队突擊隊大隊領袖。柏林戰役期间，恩斯特·希姆莱加入了人民冲锋队，在激烈战斗中阵亡。